# Blame (Calvin Harris)
Blame è un singolo del DJ britannico Calvin Harris, pubblicato il 5 settembre 2014 come terzo estratto dal quarto album in studio Motion.
Il brano è stato scritto da Calvin Harris, James Newman e John Newman ed è cantato da quest'ultimo.

## Video musicale
Il videoclip, girato nel mese di agosto 2014 tra Londra e Los Angeles, è uscito il 12 settembre successivo ed è stato diretto da Emil Nava. Tra le protagoniste vi è la modella statunitense Aarika Wolf.

## Tracce
1. Blame – 3:34

## Classifiche

### Classifiche settimanali
| Classifica (2014) | Posizione massima |
| ----------------- | ----------------- |
| Lussemburgo       | 2                 |

### Classifiche di fine anno
| Classifica (2014) | Posizione |
| ----------------- | --------- |
| Italia            | 48        |